# Consolidated Aircraft
Consolidated Aircraft Corporation je bil ameriški proizvajalec letal, ki ga je ustanovil Reuben H. Fleet v Buffalu leta 1923. Podjetje je znano po letečih čolnih iz 1930ih, kot npr. Consolidated PBY Catalina in težkem štirimotornem bombniku B-24 Liberator iz 2. svetovne vojne. Leta 1943 se je Consolidated združil z Vultee Aircraft v podjetje Convair.

## Letala
v oklepaju je datum prvega leta:
- Consolidated PT-1 Trusty trenažer (1923) [1]
- Consolidated NY trenažer (1925)[2]
- Consolidated PT-3 trenažer (1927)
- Consolidated O-17 Courier (1927)
- Consolidated Fleetster (1929) [3]
- Consolidated Commodore (1930)
- Consolidated PT-11 (1931)
- Consolidated XB2Y (1933)
- Consolidated P-30, A-11, Y1P-25 (1934)
- Consolidated P2Y [4]
- Consolidated PBY Catalina (1936)
- Consolidated PB2Y Coronado (1937)
- Consolidated XPB3Y nezgrajen
- Consolidated XP4Y Corregidor ali "Model 31" (1939) [5]
- Consolidated B-24 Liberator (1939)
  - Consolidated XB-41 Liberator
  - Consolidated PB4Y-1 Liberator  US Navy
  - Consolidated C-87 Liberator Express
  - Consolidated C-109 Liberator
  - Consolidated Liberator I
  - Consolidated PB4Y-2 Privateer (1944)
- Consolidated TBY Sea Wolf (1941)
- Consolidated B-32 Dominator (1942)
- Consolidated R2Y (1944)